# Bulgares de Moldavie
Les Bulgares sont une minorité de Moldavie.
Selon le recensement de 2014, de 51 867 personnes s'identifient comme bulgares dans le pays, soit 1,85 % de la population.
Comme les Gagaouzes, les Bulgares de Moldavie ont été établis dans le Boudjak moldave lors de l'annexion de cette région par l'Empire russe au détriment de l'Empire ottoman à l'issue de la guerre russo-turque de 1806-1812, en échange des musulmans turcs et tatars expulsés vers la Dobroudja voisine (aujourd'hui Turcs et Tatars de Roumanie). La plus grande partie des descendants actuels des Bulgares du Boudjak vivent en Ukraine, dans l'oblast d'Odessa (leur capitale historique et culturelle est la ville de Bolhrad), mais une minorité vit en Moldavie, principalement dans le raion de Taraclia (où elle constitue les deux tiers de la population) mais aussi dans les raions de Cantemir, de Cahul et de Basarabeasca, ainsi qu'en Gagaouzie.